# Ройкинский сельсовет
Ро́йкинский сельсовет — упразднённое сельское поселение в составе Кстовского района Нижегородской области России.
Административный центр — посёлок Селекционной станции.
Законом Нижегородской области от 10 декабря 2021 года № 137-З к 23 декабря того же года муниципальный район был преобразован в муниципальный округ, сельское поселение упразднено.

## История
Статус и границы сельского поселения установлены Законом Нижегородской области от 15 июня 2004 года № 60-З «О наделении муниципальных образований — городов, рабочих посёлков и сельсоветов Нижегородской области статусом городского, сельского поселения».

## Население
| 2002  | 2010  | 2012  | 2013  | 2014  | 2015  | 2016  |
| ----- | ----- | ----- | ----- | ----- | ----- | ----- |
| 4002  | ↘3736 | ↘3670 | ↘3634 | ↗3639 | ↗3641 | ↗3727 |
| 2017  | 2018  | 2019  | 2020  | 2021  |       |       |
| ↗4209 | ↗4666 | ↗4960 | ↗5110 | ↘4272 |       |       |

## Состав сельского поселения
| № | Населённый пункт     | Тип населённого пункта          | Население |
| - | -------------------- | ------------------------------- | --------- |
| 1 | Козловка             | деревня                         | ↗378      |
| 2 | Культура             | посёлок                         | ↗137      |
| 3 | Опытный              | посёлок                         | ↘170      |
| 4 | Ройка                | деревня                         | ↘225      |
| 5 | Садовский            | посёлок                         | ↘334      |
| 6 | Селекционной станции | посёлок, административный центр | ↘2492     |